# Ceilândia EC
Ceilândia EC is een Braziliaanse voetbalclub uit Ceilândia, in het Federaal District

## Geschiedenis
De club werd opgericht in 1978. In 1988 speelde de club voor het eerst in de Série B. De club overleefde de eerste groepsfase, maar verloor dan in de tweede ronde van Rio Branco FC. In 2004 plaatste de club zich voor de Série C en bereikte in het eerste jaar de tweede ronde. Een jaar later werd zelfs de kwartfinale bereikt, die van Ipatinga verloren werd. De volgende twee seizoenen werd de club telkens in de eerste ronde uitgeschakeld. 
In 2010 werd de club voor het eerst staatskampioen. Door de invoering van de Série D een jaar eerder moest de club nu daar aantreden en werd andermaal in de eerste ronde uitgeschakeld. Na een nieuwe titel in 2012 mochten ze weer deelnemen aan de Série D. De club overleefde de eerste ronde en ging er dan uit tegen Friburguense.
In 2016 bereikte de club opnieuw de finale om de staatstitel en verloor deze van Luziânia. In de Série D werd de club groepswinnaar en verloor in de 1/8ste finale van Fluminense de Feira. Ook in 2017 werd de finale van de staatstitel bereikt, deze keer verloren ze van Brasiliense. 

## Erelijst
Campeonato Brasiliense
2010, 2012, 2024